# فيليبي كوريا
فيليبي كوريا هو مهندس معماري إكوادوري، ولد في 21 أغسطس 1976 في كيتو في الإكوادور.

## معرض صور

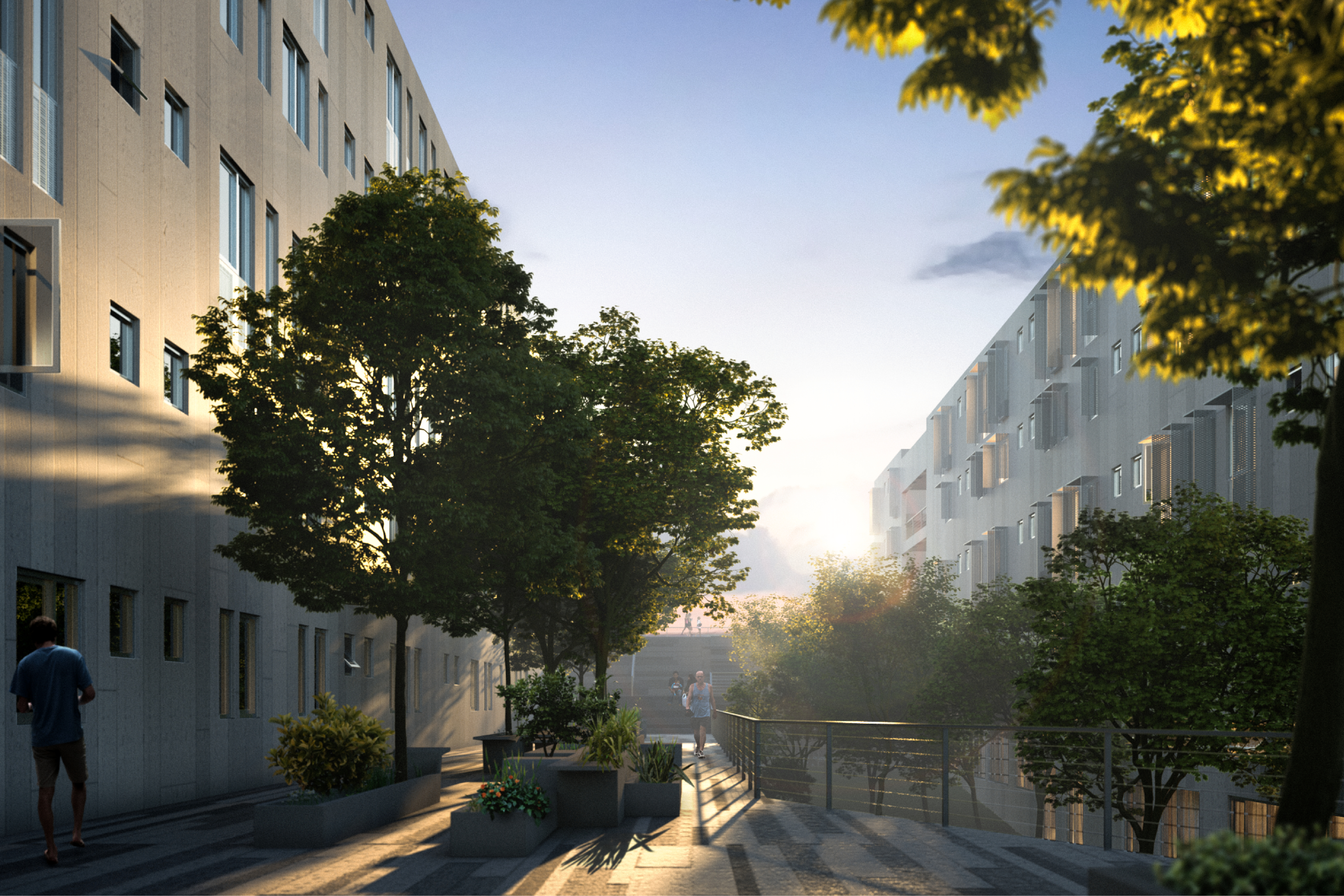